# الدير جبل حديد (خيران المحرق)

تعديل مصدري - تعديل

الدير جبل حديد هي إحدى قرى عزلة مسروح بمديرية خيران المحرق التابعة لمحافظة حجة، بلغ تعداد سكانها 458 نسمة حسب تعداد اليمن لعام 2004.